# Dunfermline Abbey
"Dunfermline Abbey"  je  crkva u Danfermlajnu, Fife, Škotska. Ministar (od 2012.) je prečasni "MaryAnn R. Rennie". Crkva zauzima mesto ograđeno ispred oltara i velike srednjovekovne Benediktinsake opatije, koja je otpuštena 1560. godine, tokom Škotske reformacije i dozvoljeno je da propada. Deo stare crkve nastavio je da se koristi u to vreme, a neki delovi opatijske infrastrukture i dalje postoje. Danfermlajnska opatija je jedna od najznačajnijih kulturnih lokacija Škotske.

## Istorija

### Rana istorija
Benediktinska opatija Svete Trojice i Sv. Margareta, osnovana je 1128. godine od strane kralja Dejvida I Škotske, ali je monaški deo zasnovan na ranijoj osnovi koja datira iz vladavine njegovog oca kralja Mela Coluima, i njegove kraljice, Sv Margarete iz Škotske. Na njegovom mestu bio je izgnanik Danfermlajna, od kojih je prvi bio Dyeri iz Kenterberija.
U deceniji nakon osnivanja, opatija je dobila značajne zadužbine. Što se vidi iz posvećenosti 26 optara doniranih od strane pojedinačnih dobrovoljaca i ceha. Bila je važna destinacija hodočasnika jer je bila domaćin relikvojskog svetilišta i kulta Sv Margarete iz Škotske, od koga je opatija kasnije zatražila temelj i za koju je izmišljena ranija temeljna povelja. Temelji najstarije crkve odnsono crkve Svete Trojice, nalaze se pod izuzetnim romanski brodom izgrađenim u 12. veku.
Tokom zime 1303. godine dvor Edvarda I iz Engleske bio je u opatiji, a prilikom odlaska većina zgrada je spaljenja. 

### Kasnija Istorija
Tokom škotske revolucije, crkva opatije je razvršena u martu 1560. Neki delovi opatijske infrastrukture i dalje postoje, prvenstveno ogromna trpezarija i prostorije preko kapije koja je bila deo bivšeg gradskog zida. Većina je bila popravljena 1570. godine od strane Roberta Drumonda iz Carnoka. To je služilo kao parohijska crkva do 19. veka, a sada formira predvorje nove crkve. Ova zgrada u perpendukularnom stilu, otvorena je za javnu molitvu 1821. godine, zauzima mesto drevnih šanaka i trancepta. Mada se razlikuju u stilu i proporcijama od prvobitne strukture. Takođe iz manastira i dalje postoje južni zid trpezarije, sa finim prozorom. Pored opatije nalazi se ruševina palate Danfermlajna, koja je takođe prvobitnog kompleksa i povezana je preko kapije
Danfermlajnskih opatija, jedna od najvažnijih kulturnih lokacija u Škotskoj, primila je više kraljevskih mrtvih iz Škotske nego bilo koje drugo mesto u Kraljevini, osim Ione. Jedno od najzanačajnijih imena koje treba povezati sa opatijom je severni renesansni pesnik, Robert Henrison. Grobnica Svete Margare I Malkolma Canmore, ruševitim zidovima kapije, obnovljena je i zatvorena komandom kraljice Viktorije.

### Danas
Sadašnja zgrada na mestu hora stare crkve je Škotska župna crkva, koja još uvek nosi ime "Dunfermline Abbey". Od 2002. godine u skupštini je bilo 806 članova. Ministar (od 2012.) je Prečasni "MaryAnn R. Rennie".

## Arhitektura
Stara zgrada je bila dobar primer jednostavne i masivne romanike, s obzirom na to da imamo prelepa vrata sa zadnje strane. 1903. godine, zidari su uklesali zid kao spomenik vojnicima koji su pali u Drugom Boerovom ratu. Za ovaj spomenik je pronađena nova lokacija kako bi se zaštitio drevni ulaz. Arhitetktura afganistanske crkve u Mumaiju (posvećena Sv. Jovanu Krstitelju) ima vrata i desnu stranu crkve iz opatije.

## Značajne ceremonije i događaji
- Sv. Margaret iz Škotske sahranjen je ovde 1093; 19 juna 1250. njegovi ostacu su bili iskopani i stavljeni u relikviju na visokom oltaru. Ostaci njenog muža Malcolma takođe su bili iskopani i zakopani pored Margarete;
- Dancan II iz Škotske 1094.;
- Edgar iz Škotske je sahranjen ovde 1107.;
- "Alexander I of Scotland" 1124. i njegova kraljica "Sybilla de Normandy" 1122., su sahranjeni ovde;
- David I iz Škotske je sahranjen ovde (1153.) zajedno sa kraljicom  Maud, "Countess of Huntingdon" (1130.);
- Malkolm IV iz Škotske je sahranjen ovde 1165.;
- Aleksandar III iz Škotske (1286.), je sahranjen ovde sa svojom ženom Margaret iz Engleske (1275.) i njihov sin David (1281.) i Aleksandar, princ Škotske (1284.);
- "Elizabeth de Burgh", žena Robert iz Škotske, su sahranjeni ovde 1327.;

- Robert I iz Škotske je sahranjen ovde 1329. godine , u horu, mesto sadašnje župne crkve. Robertovo srce leži u Melroseu, ali njegove kosti leže u ovoj opatiji, gde su (nakon otkrića skeleta 1818. godine);
- Matilda iz Škotske, ćerka Roberta i iz Škotske, сахрањенa овде 1353. године;
- Anabela Drumond, žena  Robert III i majka Džejmsa I su sahranjeni ovde 1401.;
- Robert Stjuart,Djuk iz Albani su sahranjeni ovde 1420.;
- Džejms Brus (vojvoda), sahranjen je ovde 1447.;
- Mesto rodjenja 1600., Čarles I poslednjeg britanskog monaha rodjenog u škotskoj.